# Jörg Geerlings
Pour les articles homonymes, voir Geerlings.
Jörg Geerlings, né le 7 septembre 1972 à Neuss (Rhénanie-du-Nord-Westphalie), est un homme politique allemand membre de l'Union chrétienne-démocrate d'Allemagne (CDU). Il est député au Landtag de Rhénanie-du-Nord-Westphalie depuis 2017 et adjoint au maire de Neuss depuis 2014.

## Biographie
Après son baccalauréat et une formation d'employé de banque, il a étudié le droit à l'université de Cologne, où il a obtenu son doctorat en 2002 avec une thèse sur les fondations proches des partis politiques. Auparavant, il avait terminé ses études avec le premier examen d'État et, après son stage juridique au tribunal de grande instance de Düsseldorf, avec le deuxième examen d'État. Jusqu'à fin 2003, il a travaillé à Berlin en tant que chargé de mission au Bundestag allemand et, de 2004 à 2010, en tant que collaborateur scientifique à l'université de Cologne. Depuis 2002, il est avocat et travaille aujourd'hui au sein du cabinet international Ernst & Young (EY). Il est marié à Marie-Florence Geerlings et a une fille.

## Politique
Geerlings a adhéré à la CDU en 1997. De 2005 à 2018, il a été président de la fédération de la CDU de la ville de Neuss, et depuis, il est chargé des adhésions. En outre, il représente son parti au conseil municipal de Neuss depuis 2004. Depuis juillet 2014, il est troisième adjoint au maire de la ville de Neuss.
Lors des élections régionales de mai 2010, Geerlings a été élu au parlement régional de Rhénanie-du-Nord-Westphalie dans la circonscription de Rhein-Kreis Neuss I. Il a également été élu à l'Assemblée nationale. Lors des élections régionales anticipées du 13 mai 2012, il a perdu son mandat direct au profit de Reiner Breuer[1] et a quitté le Landtag. Lors des élections régionales de 2017, il s'est à nouveau présenté et a remporté